# Asplenium inaequilaterale
Asplenium inaequilaterale là một loài thực vật có mạch trong họ Aspleniaceae. Loài này được Willd. miêu tả khoa học đầu tiên năm 1810.